# Luftslottet som sprängdes (film)
Luftslottet som sprängdes är en svensk thriller från 2009 i regi av Daniel Alfredson och med Michael Nyqvist och Noomi Rapace i huvudrollerna.
Filmen bygger på romanen med samma namn av Stieg Larsson. Den är en uppföljare till filmerna Män som hatar kvinnor och Flickan som lekte med elden och hade biopremiär den 27 november 2009 samt släpptes på DVD den 3 mars 2010. Den förhandsvisades första gången på biograf Sture på Sturegatan i Stockholm måndagen den 16 november 2009. Filmen är 2 timmar och 27 minuter lång.

## Handling
Filmen tar vid precis där Flickan som lekte med elden slutade. Lisbeth Salander och Alexander Zalachenko tas in på Sahlgrenska Universitetssjukhuset i Göteborg, båda allvarligt skadade. Samtidigt förbereds rättegången mot Salander som står åtalad för trippelmord, däribland på advokaten Nils Bjurman. Men journalisten Mikael Blomkvist är beredd att göra vad som helst för att avslöja de övergrepp Salander utsatts för av de svenska myndigheterna och därför anlitas Blomkvists syster Annika Giannini som Salanders advokat. Samtidigt håller tidningen Millenniums redaktion på med en ny, stor artikel som avslöjar att det har figurerat en hemlig grupp inom SÄPO, vilken till varje pris vill förbli hemlig.

## Rollista
- Michael Nyqvist – Mikael Blomkvist
- Noomi Rapace - Lisbeth Salander
- Tehilla Blad - ung Lisbeth Salander
- Lena Endre - Erika Berger
- Georgi Staykov - Alexander Zalachenko
- Mikael Spreitz - Ronald Niedermann
- Jacob Ericksson - Christer Malm
- Sofia Ledarp - Malin Eriksson
- Annika Hallin - Annika Giannini
- Niklas Hjulström - Rikard Ekström
- Anders Ahlbom Rosendahl - Dr. Peter Teleborian
- Hans Alfredson - Evert Gullberg
- Lennart Hjulström - Fredrik Clinton
- Niklas Falk - Torsten Edklinth
- Mirja Turestedt - Monica Figuerola
- Jan Holmquist - Hallberg
- Rolf Degerlund - Georg Nyström
- Carl-Åke Eriksson - Bertil Janeryd
- Jacob Nordenson - Birger Wadensjöö
- Aksel Morisse - Dr. Anders Jonasson
- Tomas Köhler - "Plague"
- Tanja Lorentzon - Sonja Modig
- Magnus Krepper - Hans Faste
- Johan Kylén - Jan Bublanski
- Donald Högberg - Jerker Holmberg
- Michalis Koutsogiannakis - Dragan Armanskij
- Johan Holmberg - Jonas Sandström
- Ylva Lööf - Domaren
- Alexandra Hummingson - mordoffer
- Pelle Blomander - Sonny Nieminen
- Nicklas Gustavsson - Hans-Åke Waltari
- Långhäktesvakten - Jim Wiberg